# Albert Detto

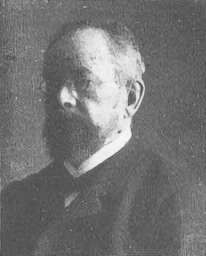
Albert Detto, 1910

Albert Wilhelm Detto (* 25. Februar 1845 in Seehausen; † 30. Mai 1910 in Frankfurt (Oder)) war Lehrer und Mitglied des Deutschen Reichstags.

## Leben
Dettos Eltern waren der Kreisbaumeister Eduard Detto und Sophia Charlotte Detto, geborene Dauthendey. Albert besuchte das Gymnasium zu Stendal von 1858 bis Ostern 1864 und studierte dann Geschichtswissenschaften an der Friedrich-Wilhelms-Universität Berlin bis 1867. Er war seit 1864 Mitglied der Burschenschaft Germania Berlin. 1868 bestand Detto die Staatsprüfung.
Sein Probejahr absolvierte Detto ab dem 1. Januar 1869 am Gymnasium Sorau, wo er im Anschluss zum 1. April 1870 als ordentlicher Lehrer angestellt wurde. Schon zum 1. Oktober 1870 wechselte er an das Gymnasium Wittstock. Am 16. März 1893 wurde ihm der Titel eines Professors verliehen. In Wittstock bekam er mit seiner Frau Marie Detto, geborene Dauthendey mehrere Kinder. Zum 1. April 1895 wurde Detto an das Friedrichs-Gymnasium zu Frankfurt a. O. versetzt. Dort unterrichtete er Hebräisch, Geschichte, Erdkunde, Deutsch, Latein und Griechisch.
Ab 1903 war er Vorsitzender des nationalliberalen Vereins in Frankfurt (Oder). Ab Januar 1907 war Detto Mitglied des Deutschen Reichstags für den Wahlkreis Regierungsbezirk Frankfurt 4 Frankfurt (Oder)-Lebus, und die Nationalliberale Partei. In den sitzungsfreien Zeiten unterrichtete er weiter.
Am 12. Mai 1910 heiratete Detto, wohnhaft in Frankfurt (Oder), Luisenstraße 20, in Berlin-Friedenau Margarete Marie Anna Woiske, geboren am 12. Juli 1870 in Frankfurt (Oder), Tochter des Fabrikbesitzers Joseph Bernhard Woiske.
Detto starb am 30. Mai 1910 im Alter von 65 Jahren an einer Lungenentzündung.

## Veröffentlichungen
- Entstehung und Bedeutung der Goldenen Bulle Kaiser Karls IV. in: Programm Wittstock Gymnasium. Wittstock 1872. Digitalisat
- Bericht über alte Handschriften und Drucke der Stadt- und der Kirchenbibliothek. in: Programm Wittstock Gymnasium. Wittstock 1876. S. 29–30.
- Nachtrag zu dem vorjährigen Berichte über alte Handschriften und Drucke. in: Programm Wittstock Gymnasium. Wittstock 1877. S. 10.
- Horaz und seine Zeit. Berlin 1892.
- Übungsstücke nach Caesar zum Übersetzen ins Lateinische für die Mittelstufen der Gymnasien. Berlin 1894.